# 嬴病毒属
赢病毒属（学名：Yingvirus）是一个病毒分类单元，是秦病毒科（学名：Qinviridae）的唯一一属，秦病毒科也是穆病毒目（学名：Muvirales）的唯一一科，穆病毒目则是春秋病毒纲（学名：Chunqiuviricetes）的唯一一目。
武汉嬴病毒（学名：Wuhan yingvirus）是其模式物种。

## 分类及命名
赢病毒属及其高阶分类单元分别以嬴姓、秦国、秦穆公、春秋时期命名。